# Burg Angermünde (Lettland)
Die Burg Angermünde  (lettisch Angermindes pils oder Rindas pils) war eine Bischofsburg des Bistums Kurland. Die Vasallenburg lag am linken Ufer in der Nähe des Zusammenflusses der Anger (lettisch Rinda) mit der Stende zur Irbe. Die Fundamente und kleine Mauerfragmente sind bis heute erhalten. Die Ruinen sind von der Straße Ventspils–Ances zu erreichen.

## Geschichte
Es wird vermutet, dass die Burg zwischen 1242 und 1249 unter Dietrich von Grüningen erbaut wurde. Erstmals schriftlich erwähnt wird sie allerdings erst 1415, als der Bischof dort Briefe ausstellte. Bei der Teilung Kurlands 1253 kam Angermünde unter Kontrolle der auf Burg Pilten residierenden Bischöfe von Kurland, deren Aufenthalt in Angermünde urkundlich für 1423 und 1540 belegt ist. So ist für 1540 ein Lehensbrief von Herrmann Brüggeney an Moritz Blomberg erhalten.
Im 16. Jahrhundert wurde das Amt Angermünde zusammen mit den Dörfern Groß-Irben und Pissen an das Adelsgeschlecht Behr verpfändet. Im Jahr 1562 verkaufte Herzog Magnus Angermünde an Johann von Behr, zu dessen Gut Poopen die Burg daraufhin gehörte. Die Urkunde spricht von „Unser Heuszlein vnd Ampt Angermunde“.
Während des Großen Nordischen Kriegs wurde die Burg Angermünde von schwedischen Soldaten zerstört. 1720 wurde sie aufgegeben und verfiel danach. Die Steine der Burg wurden daraufhin als Baumaterial verwendet, so z. B. im 19. Jahrhundert für den Bau eines Leuchtturms.

## Beschreibung
Burg Angermünde wurde am linken Ufer des Flusses Anger erbaut, wohl als Nebenburg der Burg Dondangen. Die mit Seitenlängen von ca. 40 × 20 m relativ kleine Burg diente wohl den bischöflichen Vasallen als Lagerkastell, zur Lagerung und dem Schutz bäuerlicher Abgaben.
Julius Döring untersuchte in den 1870er Jahren die Ruine und fand dabei innerhalb der Burg Spuren dreier größerer und zweier kleinerer Gebäude. Das Haupttor vermutete er mittig in der westlichen Ringmauer, direkt neben einem südlich davon errichteten, quadratischen (ca. 10,5 m Seitenlänge) Wohnturm mit einem Keller darunter. Die Fundamente der aus Feldsteinen gemauerten Burgmauer sind etwa 3 m dick. Es wird vermutet, dass Tore östlich zu einer Hubbrücke führten.